# Copicerus swartzi
Copicerus swartzi är en insektsart som beskrevs av Stsl 1857. Copicerus swartzi ingår i släktet Copicerus och familjen sporrstritar. Inga underarter finns listade i Catalogue of Life.